# The Yardbirds
The Yardbirds — британський рок-гурт, що існував у 1960-х роках. У ньому починали свою музичну кар'єру музиканти з світовим ім'ям — Ерік Клептон, Джефф Бек, Джиммі Пейдж.

## Історія
Гурт утворився у червні 1963 року у Лондоні. До першого складу гурту ввійшли колишні учасники аматорської формації Metropolitan Blues Quartet — Кіт Релф (Keith Relf; 22.03.1943, Річмонд, Велика Британія — 14.05.1976, Ханслоу, Велика Британія) — вокал, гармоніка та Пол Семвелл-Сміт (Paul Samwell-Smith), 8.05.1943, Річмонд, Велика Британія — бас, а також — Ентоні «Топ» Торхем (Anthony «Top» Topham), 1947 рік — гітара; Кріс Дрейя (Chris Dreja), 11.11.1945, Сербітон, Велика Британія — гітара та Джим Маккарті (Jim McCarty), 25.07.1943, Ліверпуль, Велика Британія — ударні. У жовтні 1963 року Торхем змушений був залишити гурт, а його місце зайняв Ерік Клептон (Eric Clapton, справжнє прізвище Клепп (Clapp), 30.03.1945, Ріплі, Велика Британія). Реформований склад відпрацьовував стиль, що спирався на класичний чиказький римт-енд-блюз, і гурт швидко здобув прихильників у колах шанувальників блюзу. Незабаром The Yardbirds зайняли місце Rolling Stones у популярному річмондському клубі «Crawdaddy», а власник цього клубу Джорджіо Гомельскі взяв на себе обов'язки менеджера гурту. Два перші, повні ентузіазму, і мало не найкращі сингли «І Wish You Would» та «Good Morning Little Schoolgirl» звернули увагу критиків, однак вирішальним у подальшій кар'єрі гурту став альбом «Five Live Yardbirds». Цей лонгплей, що був записаний під час концертів групи у лондонському клубі «Marquee», досконало передавав повний емоції та піднесеного настрою виступ Yardbirds.
З часом основною постаттю гурту став Клептон, однак, шукаючи музичної «чистоти», він у березні 1965 року залишив Yardbirds, якраз після запису третього синглу «For Your Love». Ця пісня авторства Грейема Гулдмена, незважаючи на її новаторське звучання, забезпечила комерційний успіх як Клептону, так і Yardbirds. Пізніше Клептон з'явився у гурті Джона Мейелла Bluesbreakers, а коли сингл «For Your Love» злетів на перше місце бестселерів британського часопису «New Musical Express», до Yardbirds приєднався Джефф Бек (Jeff Beck), 24.06.1944, Уоллінгтон, Велика Британія, який до цього грав у гурті The Trident. Гулдмен забезпечив музикантів ще кількома хітами, наприклад, «Heartful Of Soul» та «Evil Hearted You». Останній разом з твором «Still I'm Sad» авторства всіх членів гурту потрапив на вершину чарту. Композиція «Still I'm Sad», яка базувалася на григоріанському розспіві, стала виразним доказом захоплення різними музичними експериментами, що також підтвердили шалена «Shapes Of Things», хаотична «Over Under Sideways Down» та досконалий альбом «Yardbirds».
Тим часом обов'язки менеджера перейшли до Саймона Нейпір-Белла (Simon Napier-Bell). У червні 1966 року гурт залишив Семвелл-Сміт, а замість нього прийшов сесійний гітарист Джиммі Пейдж (Jimmy Page, 9.01.1944, Хестон, Велика Британія). Після того як Дрейя взяв на себе обов'язки бас-гітариста, гурт створив незвичайне звучання, що спиралося на дві соло-гітари і яке найкраще ілюструє експериментальний твір «Happenings Ten Years Time Ago». На жаль, через шість місяців, після американського турне, гурт залишив Джефф Бек.
Yardbirds продовжували існувати як квартет, однак незважаючи на велику славу в колах американського андерграунду, популярність гурту серед широкої публіки почала падати. Навіть не допомогла співпраця з найкомерційнішим автором Мікі Мостом, а сингли «Little Games» (1967) та «Goodnight Sweet» (1968) не потрапили до чартів. Невдалий альбом «Little Games» навіть не з'явився у Великій Британії, однак здобув деякий успіх у США, а ще Yardbirds видали в США два досить дивовижні сингли з піснями Геррі Нілссона «На На Said The Clown» та «Ten Little Indians».
Коли 1968 року Релф та Маккарті оголосили, що прагнуть спрямувати свою творчість у бік музики фолк, гурт закінчив діяльність. Пейдж утворив Led Zeppelin, Дрейя став відомим сесійним фотографом, а інші продовжили разом діяльність спочатку у гурті Together, а потім у Renaissance. Релф загинув 1976 року, уражений електричним струмом.
Маккарті та Дрейя 1983 року утворили гурт Box Of Frogs, запросивши Семвелла-Сміта, який став шанованим продюсером, та колишнього вокаліста Medicine Head Джона Фіддлера (John Fidder). Коли і цей гурт розпався, музиканти пішли власними шляхами, а Маккарті продовжував підтримувати зв'язок з музикою як учасник формації British Invasion All-Stars.

## Склад
- Кіт Релф — гармоніка, вокал
- Кріс Дрейя — гітара, бас-гітара (змінив Пейджа)
- Джим Маккарті — барабани
- Пол Самвелл-Сміт — бас-гітара
- Ентоні Топхем — гітара
- Ерік Клептон — гітара (змінив Топхема)
- Джеф Бек — гітара (змінив Клептона)
- Джиммі Пейдж — бас-гітара (змінив Самвелл-Сміта), гітара (змінив Бека)
- Алан Глен — губна гармоніка

## Дискографія
- Live At The Craw-Daddy Club, Richmond, Surrey 8-9 Dec. (1964)
- Five Live Yardbirds[en] (1964)
- RG Jones Studio Sessions Dec.'63-Feb.'64 (1964)
- For Your Love[en] (1965)
- Live At The Craw-Daddy Club, Richmond, (London) (1965)
- Shapes Of Things[en] 1965
- Having a Rave Up[en] (1965)
- Roger the Engineer[en] (1966)
- Over Under Sideways Down[en] (1966)
- Where The Action Is Live In Stockholm (1967)
- Little Games[en] (1968)
- «Live Yardbirds! Featuring Jimmy Page.» (1971)
- Birdland[en] (2003)